# 统一律师执照考试
统一律师执照考试是美国部分司法管辖区内律师资格考试和申请的一部分，由全国司法考试机构大会 （英語：National Conference of Bar Examiners）组织。
与单一制诸国不同，美国各州有权决定该州的律师执业条件和要求，也没有类似于中国大陆国家统一法律职业资格考试的，全国性质的律师执照考试或司法考试。(一般而言，如一名律师欲取得在联邦法院执业的资格，需要获得至少一个州的律师资格，但无需额外考试。）
为了增加各州律师执照考试的通用性，美国律师协会和一些司法管辖区与2000年代初期开始研究跨州通用司法考试的可行性。2011年，统一律师执照考试设立，并被北达科他和密苏里两州试行。目前，该考试被美国41个司法管辖区（包括州、领地和哥伦比亚特区）所采用，作为其律师资格申请的一部分。
目前，统一律师执照考试每年举行两次，每次考试时间是两天。每年的考试时间分别是每年二月和七月的最后一个星期二和星期三。
NCBE计划从2026年7月开始废止UBE，开始采用全新设计的下一代司法考试（英語：NextGen Bar Exam)。 届时，采用UBE的各州将重新决定是否采用下一代司法考试。

## 考试内容和构成
统一律师执照考试由三部分组成，分别是跨州论文考试（英語：Multistate Essay Examination, MEE），跨州执业技能考试（英語：Multistate Performance Test, MPT），和跨州司法考试（英語：Multistate Bar Examination, MBE）。

### 跨州论文考试
跨州论文考试由六个限时30分钟的论文题目构成，考试范围包括：
- 公司法
- 民事诉讼法（以联邦民事诉讼规则为准）
- 冲突法
- 宪法（以美国宪法为准，不包含州宪法）
- 合同法（包括统一商法典第二节的买卖部分）
- 刑法和刑事诉讼法
- 证据法（英语：Evidence (law)）（以联邦证据规则（英语：Federal Rules of Evidence）为准）
- 家庭法
- 不动产法
- 担保交易法（英语：Secured transaction）（以统一商法典第一、第九节为准）
- 侵权法
- 信托和遗产法

跨州论文考试占统一律师执照考试总成绩的30%。本考试于周二进行。

### 跨州执业技能考试
跨州执业技能考试由两道大题组成，每道大题限时90分钟。和其他部分不同，跨州执业技能考试不考察考生对法律知识的了解，而是考察考生对基本执业技能的运用。
每道跨州执业技能考试大题包括一份来自负责律师的文件，以及一个包含解决负责律师提出的法律问题所需要文件的卷宗。卷宗内可能包括面谈记录、证词、听证或审判记录、诉状、信件、客户文件、合同、报刊文章、医疗记录、警方报告或律师笔记。卷宗中既包括相关事实，也包括无关事实。其中，卷宗内的文件可能含糊不清、不完整，甚至相互矛盾。正如律师在执业过程当中，其所接触到客户乃至于负责律师对事件的描述可能不完整或不可靠。考生应认识到事实不一致或缺失的情况，并确定补充事实的来源。
跨州执业技能考试占统一律师执照考试总成绩的20%。本考试于周二进行。

### 跨州司法考试
跨州司法考试由200道单项选择题构成，限时六个小时。考试范围包括：
- 民事诉讼法（以联邦民事诉讼规则为准）
- 宪法（以美国宪法为准，不包含州宪法）
- 合同法（包括统一商法典第二节的买卖部分）
- 刑法和刑事诉讼法
- 证据法（以联邦证据规则为准）
- 不动产法
- 侵权法

跨州司法考试占统一律师执照考试总成绩的50%。本考试于周三进行。有些不使用统一律师执照考试的司法管辖区（例如加利福尼亚州）也采用跨州司法考试作为该州司法律师执照考试的一部分。

## 分数
统一律师执照考试的满分是400分。

### 合格分数
使用统一律师执照考试的司法管辖区自行制定该州的合格分数。各州的合格分数见下表：
| 合格分数 | 司法管辖区 |
| -------- | --- |
| 260      | 阿拉巴马州、明尼苏达州、密苏里州、新墨西哥州、北达科他州、犹他州 |
| 264      | 印第安纳州、俄克拉荷马州 |
| 266      | 康涅狄格州、华盛顿哥伦比亚特区、伊利诺伊州、爱荷华州、堪萨斯州、肯塔基州、马里兰州、蒙大拿州、新泽西州、纽约州、南卡罗莱纳州、美属维尔京群岛、华盛顿州                                                                   |
| 268      | 密歇根州 |
| 270      | 阿拉斯加州、亚利桑那州、阿肯色州、科罗拉多州、爱达荷州、缅因州、马萨诸塞州、内布拉斯加州、新罕布什尔州、北卡罗莱纳州、俄亥俄州、俄勒冈州、宾夕法尼亚州、罗德岛州、田纳西州、德克萨斯州、佛蒙特州、西弗吉尼亚州、怀俄明州 |

### 分数互认
采用统一律师执照考试的司法管辖区互相认可考生在任意一管辖区取得的分数。假设一名考生在管辖区A内取得了和管辖区B合格分数同等或更高的分数，且该分数仍在管辖区B规定的有效期内，则该名考生申请管辖区B的律师执业资格时不用重新参加统一律师执照考试。
例：一名考生在2024年于纽约州举行的统一律师执照考试中获得了265分。虽然他没有到达纽约州的及格线，故无法申请纽约州的执业资格，但他可以在合格线为264分的印第安纳州申请执业资格，而无需重新考试。

## 通过率
2022年，共有62951名考生参加统一律师执照考试，整体通过率为59%。其中，17080名考生参加了二月份的考试，通过率为45%；45871名考生参加了七月份的考试，通过率为64%。
2022年初次考生（即以前未参加过考试者）的整体通过率为72%。同年二月份的初次考生（即以前未参加过考试者）通过率为61%；七月份的初次考生通过率为74%。
2022年补考生（即参加过考试但未通过者）的整体通过率为28%。同年二月份的补考生（即以前未参加过考试者）通过率为32%；七月份的补考生通过率为23%。